# 월드 팩트북

2014년판 표지

월드 팩트북(The World Factbook 혹은 CIA 월드 팩트북, CIA World Factbook)은 미국 중앙정보국에서 매년 정기적으로 발간하는 책으로, 전 세계 국가들의 정치·경제·사회에 관한 정보가 수록되어 있다.

## 같이 보기
- CIA는 월드 팩트북과 함께 《World Leaders》를 매년 정기적으로 발간한다.[1]